# Браун, Хорхе
Хорхе Гибсон Браун (исп. Jorge Gibson Brown;, 3 апреля 1880, Сан-Висенте — 3 января 1936, Сан-Исидро) или Джордж Гибсон Браун (англ. Jorge Gibson Brown) — аргентинский футболист шотландского происхождения, выступал на позициях нападающего и защитника. Член известной футбольной семьи начала XX века.

## Карьера
Хорхе Гибсон Браун родился в семье шотландского происхождения: его дед Джеймс Браун с женой Мэри Хоуп были выходцами из города Лит, которые переехали в Аргентину, поселившись на ферме в Сан-Исидро. У их сына Диего, по другой версии Джеймса, родилось 14 детей, из них 11 были мальчиками, одним из которых был Хорхе.
Браун начал играть во второй команде Английской Высшей школы, затем он играл за «Палермо», а потом выступал за клуб «Ланус».  1900 году Браун вернулся в команду Высшей школы, в первый же сезон став чемпионом Аргентины. В 1901 году клуб изменил название на «Алумни» и в последующее десятилетие доминировал в аргентинском футболе, выиграв 9 чемпионских званий в 12-ти чемпионатах.
В 1902 году Хорхе Браун дебютировал в составе сборной Аргентины, проведя на поле 23 матча и забив 4 мяча. В 1908 году Браун стал капитаном национальной команды и носил капитанскую повязку вплоть до 1913 года, выводя национальную сборную на поле в 18-ти встречах. За национальную команду играли и его братья, Альфредо, Карлос, Эрнесто и Элисео, а также за сборную выступал их двоюродный брат Хуан Доминго. Два других брата Диего и Томас также являлись футболистами.
После расформирования «Алумни» Хорхе Браун перешёл в клуб «Кильмес», с которым выиграл аргентинский чемпионат в 1912 году. В 1916 году Хорхе Браун завершил спортивную карьеру.
После футбольной карьеры Хорхе Браун с 1914 по 1927 год играл в команде «Лига де Лос Сабадос» в Клубе Крикета Буэнос-Айреса, а затем стал президентом клуба.

## Международная статистика
| Матчи Хорхе Брауна за сборную Аргентины | Матчи Хорхе Брауна за сборную Аргентины | Матчи Хорхе Брауна за сборную Аргентины | Матчи Хорхе Брауна за сборную Аргентины | Матчи Хорхе Брауна за сборную Аргентины | Матчи Хорхе Брауна за сборную Аргентины | Матчи Хорхе Брауна за сборную Аргентины |
| --------------------------------------- | --------------------------------------- | --------------------------------------- | --------------------------------------- | --------------------------------------- | --------------------------------------- | --------------------------------------- |
| №                                       | Дата                                    | Место проведения                        | Оппонент                                | Счёт                                    | Голы                                    | Турнир                                  |
| 1                                       | 20 июля 1902                            | Монтевидео                              | Уругвай                                 | 6:0                                     | 1                                       | Товарищеский матч                       |
| 2                                       | 13 сентября 1903                        | Буэнос-Айрес                            | Уругвай                                 | 2:3                                     | 2                                       | Товарищеский матч                       |
| 3                                       | 15 августа 1905                         | Буэнос-Айрес                            | Уругвай                                 | 0:0                                     | —                                       | Кубок Липтона                           |
| 4                                       | 15 августа 1906                         | Монтевидео                              | Уругвай                                 | 2:0                                     | —                                       | Кубок Липтона                           |
| 5                                       | 21 октября 1906                         | Буэнос-Айрес                            | Уругвай                                 | 2:1                                     | —                                       | Кубок Липтона                           |
| 6                                       | 15 августа 1907                         | Буэнос-Айрес                            | Уругвай                                 | 2:1                                     | —                                       | Кубок Липтона                           |
| 7                                       | 15 августа 1908                         | Монтевидео                              | Уругвай                                 | 2:2                                     | —                                       | Кубок Липтона                           |
| 8                                       | 4 октября 1908                          | Буэнос-Айрес                            | Уругвай                                 | 0:1                                     | —                                       | Гран Премио де Онор                     |
| 9                                       | 15 августа 1909                         | Буэнос-Айрес                            | Уругвай                                 | 2:1                                     | —                                       | Кубок Липтона                           |
| 10                                      | 19 сентября 1909                        | Монтевидео                              | Уругвай                                 | 2:2                                     | —                                       | Кубок Ньютона                           |
| 11                                      | 10 октября 1909                         | Буэнос-Айрес                            | Уругвай                                 | 3:1                                     | 1                                       | Гран Премио де Онор                     |
| 12                                      | 5 июня 1910                             | Буэнос-Айрес                            | Чили                                    | 5:1                                     | —                                       | Кубок Столетия Майской революции        |
| 13                                      | 12 июня 1910                            | Буэнос-Айрес                            | Уругвай                                 | 4:1                                     | —                                       | Кубок Столетия Майской революции        |
| 14                                      | 15 августа 1910                         | Монтевидео                              | Уругвай                                 | 1:3                                     | —                                       | Кубок Липтона                           |
| 15                                      | 15 августа 1911                         | Буэнос-Айрес                            | Уругвай                                 | 0:2                                     | —                                       | Кубок Липтона                           |
| 16                                      | 17 сентября 1911                        | Монтевидео                              | Уругвай                                 | 3:2                                     | —                                       | Кубок Ньютона                           |
| 17                                      | 8 октября 1911                          | Монтевидео                              | Уругвай                                 | 1:1                                     | —                                       | Гран Премио де Онор                     |
| 18                                      | 22 октября 1911                         | Буэнос-Айрес                            | Уругвай                                 | 2:0                                     | —                                       | Гран Премио де Онор                     |
| 19                                      | 29 октября 1911                         | Монтевидео                              | Уругвай                                 | 0:3                                     | —                                       | Гран Премио де Онор                     |
| 20                                      | 15 августа 1912                         | Монтевидео                              | Уругвай                                 | 0:2                                     | —                                       | Кубок Липтона                           |
| 21                                      | 25 августа 1912                         | Монтевидео                              | Уругвай                                 | 0:3                                     | —                                       | Гран Премио де Онор                     |
| 22                                      | 6 октября 1912                          | Авельянеда                              | Уругвай                                 | 3:3                                     | —                                       | Кубок Ньютона                           |
| 23                                      | 5 октября 1912                          | Монтевидео                              | Уругвай                                 | 0:1                                     | —                                       | Гран Премио де Онор                     |

## Достижения
- Чемпион Аргентины: 1900, 1902, 1903, 1905, 1906, 1907, 1909, 1910, 1911, 1912
- Обладатель Кубка Тье Компетитион: 1903, 1906, 1907, 1908, 1909
- Обладатель Кубка Славы Муниципалитета Буэнос-Айреса: 1905, 1906
- Обладатель Кубка Славы Коусиньер: 1906
- Обладатель Кубка Конкуренции Клуба Жокей: 1907, 1908, 1909
- Обладатель Кубка Столетия Майской революции: 1910